# Speelheuvel
Speelheuvel is een buurtschap in de gemeente Someren in de Nederlandse provincie Noord-Brabant. Het ligt een halve kilometer ten noordwesten van de dorpskern van Someren.

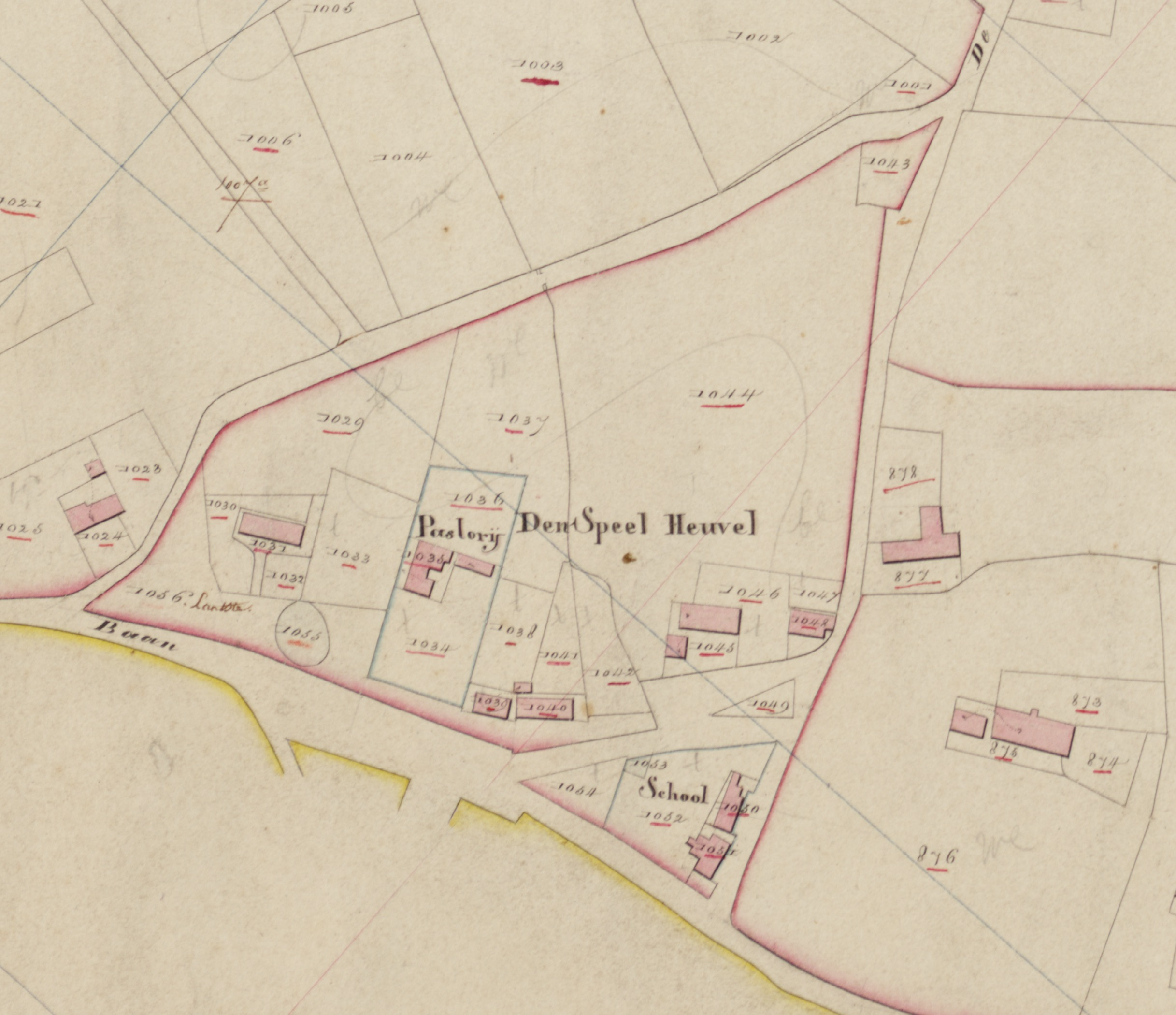
Speelheuvel op een kaart uit 1811.

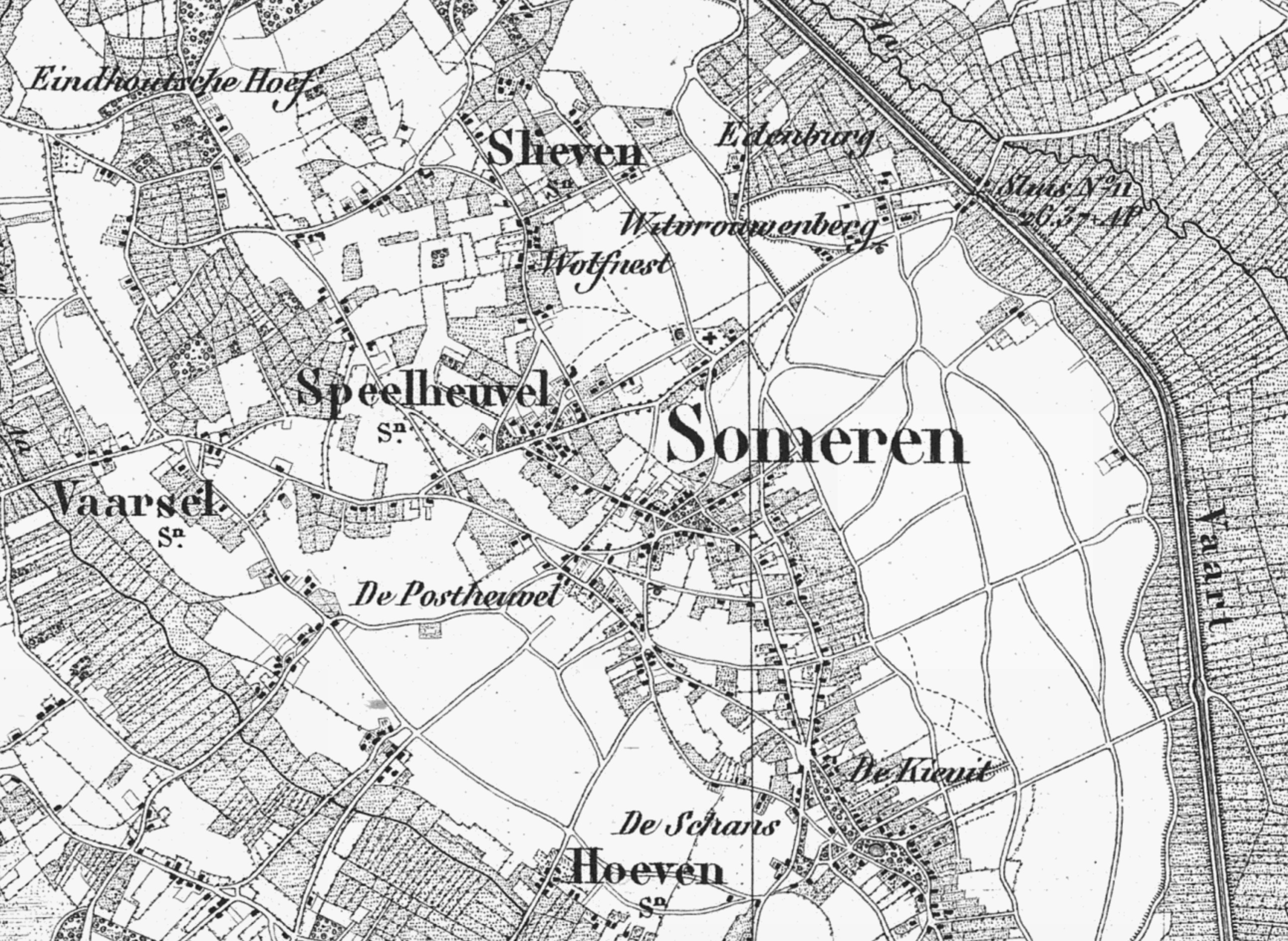
Speelheuvel op een kaart uit 1850.

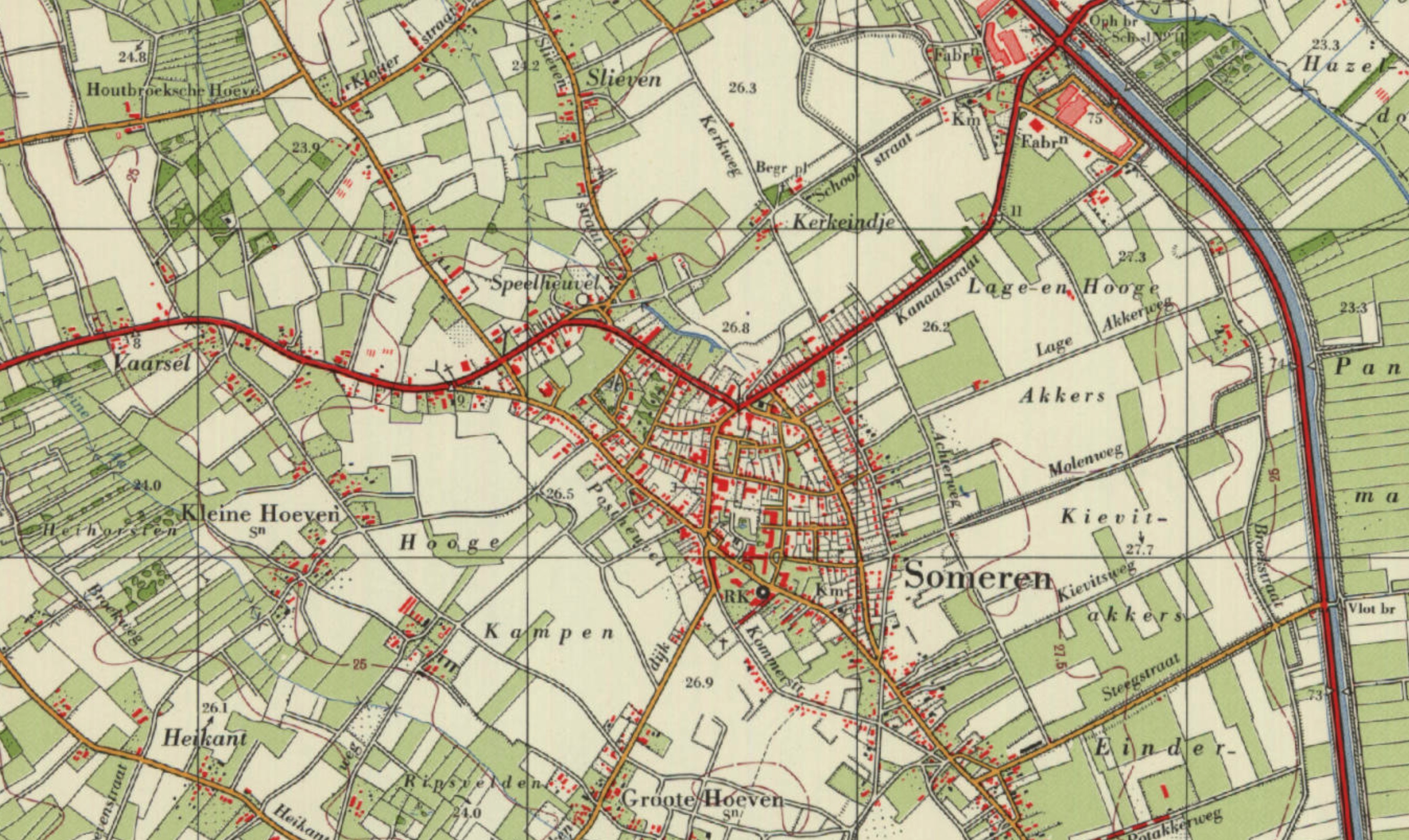
Speelheuvel op een kaart uit 1963.